# 2017 ワールド・ベースボール・クラシック フランス代表
2017 ワールド・ベースボール・クラシック フランス代表（2017 - フランスだいひょう）は、2017年に開催された第4回ワールド・ベースボール・クラシックに出場した、野球のフランス代表チームである。

## 経緯
2015年9月17日に第4回WBC予選の組み分けが発表され、フランスは予選3組で開幕を迎えることとなった。2016年3月19日、敗者復活2回戦でパナマに敗れ予選敗退となった。